# Robert Lucas (politico)
Robert Lucas (Shepherdstown, 1º aprile 1781 – Iowa City, 7 febbraio 1853) è stato un politico statunitense. È stato Governatore dell'Ohio tra il 1832 e il 1836 e dello Iowa tra il 1838 e il 1841. Lucas combatté nella guerra del 1812 e riscosse successo nella vincita e nella formazione di una grande campagna militare.

## Biografia
Come ardente democratico, il suo debutto avvenne nel 1832 quando venne eletto Presidente dello Stato dell'Ohio, in gran parte grazie alla sua grande campagna elettorale. Lucas prese parte nella Guerra di Toledo, causando lo spargimento di sangue dell'estate del 1836, l'unico evento nel quale si sono verificati gli unici decessi causati da armi in tutta la vicenda.
Venne eletto Governatore dello Iowa nel 1838 (che allora era un Territorio), e, non appena eletto, intraprese una guerra contro il Missouri, chiamata Guerra di Miele, per poi ritirarsi nel 1841. La casa nel quale è morto il 7 febbraio 1853 a Iowa City è tutt'oggi conservata come patrimonio storico. A lui sono dedicati alcune località nell'Ohio: la città di Lucas e la contea di Lucas, dove egli visse quando era Governatore in Ohio.